# Коровники (Суздаль)

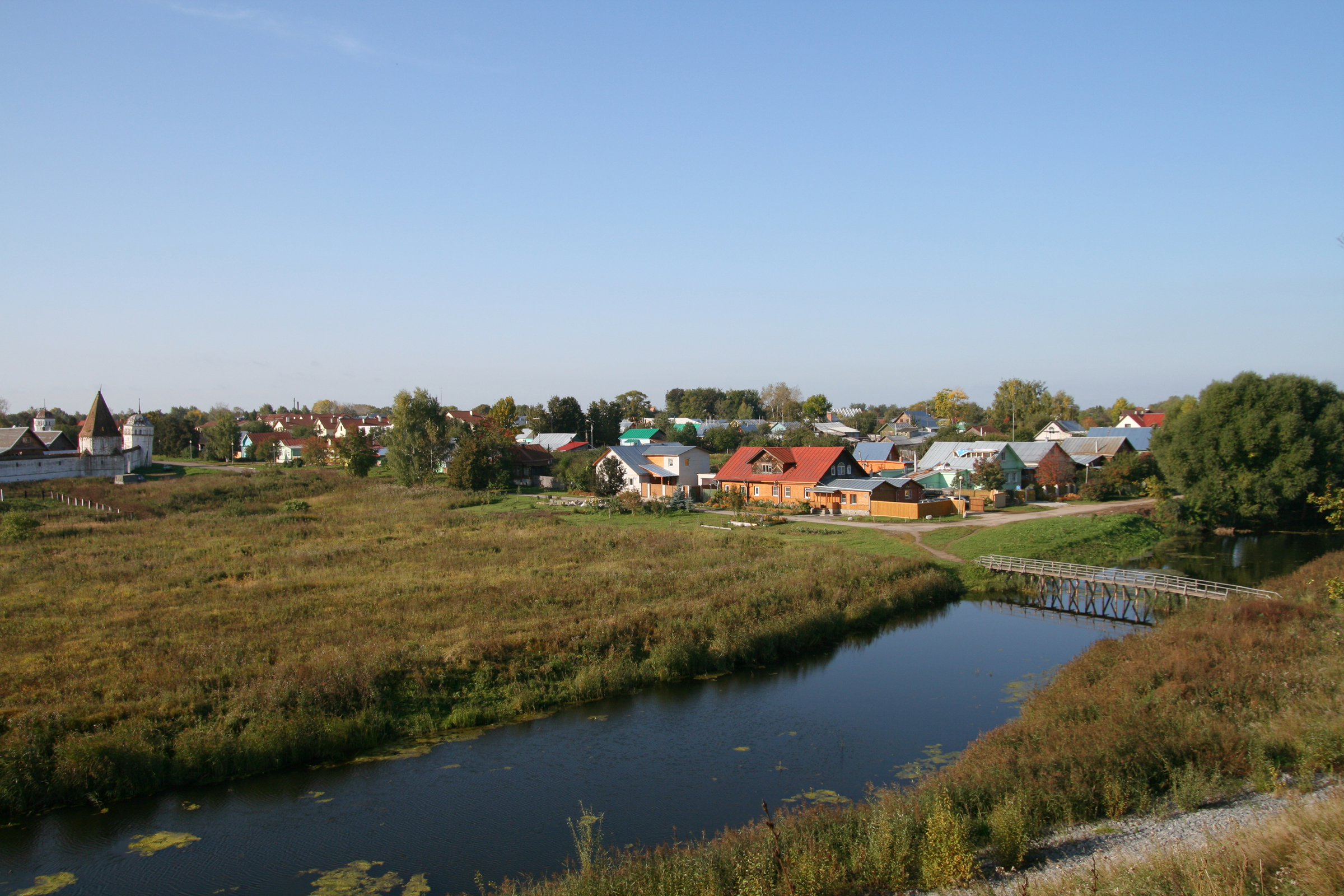
Вид на ул. Покровская от Спасо-Евфимиева монастыря

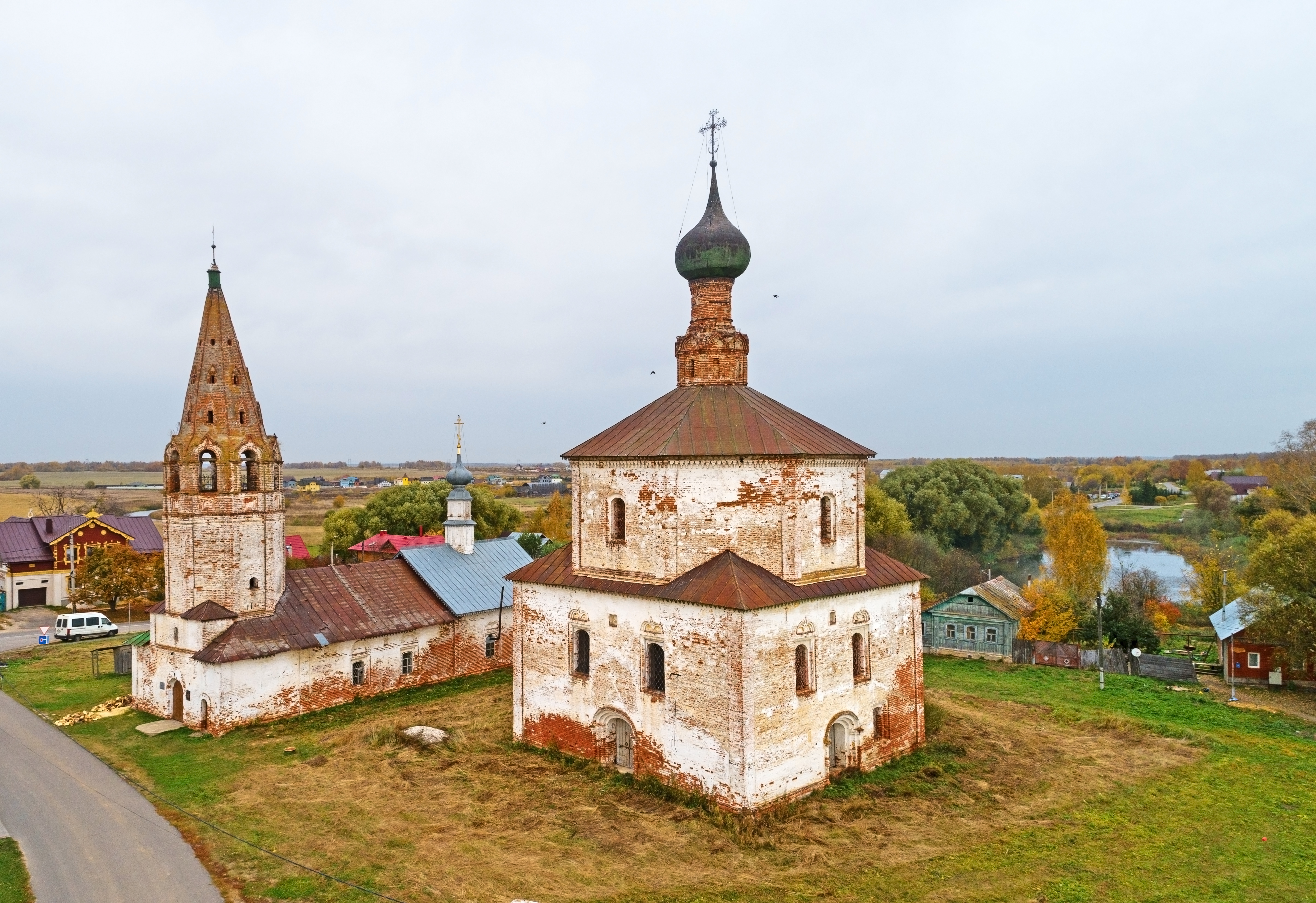
Крестовоздвиженская и Козьмодемьянская церкви в Коровниках

Туристический центр в Коровниках

Коровники — улица и район Суздаля, ранее его слобода.
Коровники располагаются на северо-западе города в нижнем течении реки Каменки на её левом берегу. Они отделены от города значительным по площади Спасо-Евфимиевым монастырём. В слободе расположен архитектурный ансамбль из двух стоящих рядом церквей: русская православная старообрядческая Козьмодемьянская и Крестовоздвиженская. В настоящее время строения слободы ориентированы вдоль улицы Коровники, проходящей в направлении север-юг, в основном это малоэтажные коттеджи, многие используются как гостиницы. В южной части улицы на коровниковском лугу построено крупное здание суздальского туристического центра (205 номеров).

## История
Село в пригороде Суздаля существовало давно. Археологические исследования выявили наличие в селе культурного слоя, относящегося к XI—XII веку.
В первой половине XV века оно принадлежало князю Андрею Андреевичу, который потом променял его на село Заполицы Спасо-Евфимиеву монастырю. «Мѣновая запись» такого содержания: «доложа своего Господина Аврамия Владыки Суздальскаго (Епископ Авраамий управлял Суздальской епархией с 1431 по 1452 гг.) се язъ Князь Ондрей Ондреевичъ мѣнялъ есмъ свою вотчину своё село Коровницкое с архимандритомъ Спасскимъ с Фомою и со всею братьею счерноризцы на ихъ село на Заполитское и менилъ есмь со всѣмъ куды мой плугъ ходилъ куды коса ходила куды топоръ ходилъ какъ было за мною за Княземъ за Андреемъ по старинѣ и со всѣмъ а у нихъ есмь выменилъ по тому же по старинѣ какъ ся имъ достало по Великаго Князя жалованью и со всѣмъ и куды ихъ плугъ ходилъ куды ихъ коса ходила… докладную писалъ владыченъ дьякъ Яковъ».
По писцовой книге 1628—1630 гг. село относилось к Опольской волости, принадлежало Спасо-Евфимиеву монастырю и насчитывало 61 крестьянский двор в нём были две приходские церкви Козьмодемьянская и Евфимиева.
В начале XX века слобода фактически соединилась с городом, граница между ними не просматривалась.
В начале 1970-х годов при строительстве Главного Туристического комплекса село Коровники вошло в состав города Суздаля, начальная школа и сельский клуб были закрыты.

## Архитектурные памятники
Расположенные в Коровниках церкви являются охраняемыми памятниками. Их статус определяется
- Крестовоздвиженская церковь (1696 г.) — памятник федерального значения в соответствии с Постановлением Совета Министров РСФСР от 30.08.1960 № 1327
- Козьмодемьянская церковь (XVIII век) — памятник регионального значения Решением Законодательного Собрания Владимирской области № 93 от 17.04.96